# ایندین فالز (کالیفرنیا)
ایندین فالز (به انگلیسی: Indian Falls) یک منطقهٔ مسکونی در ایالات متحده آمریکا است که در شهرستان پلوماس، کالیفرنیا واقع شده‌است. ایندین فالز ۴٫۷۷۰ کیلومتر مربع مساحت و ۵۴ نفر جمعیت دارد و ۹۹۳ متر بالاتر از سطح دریا واقع شده‌است.